# Gebre

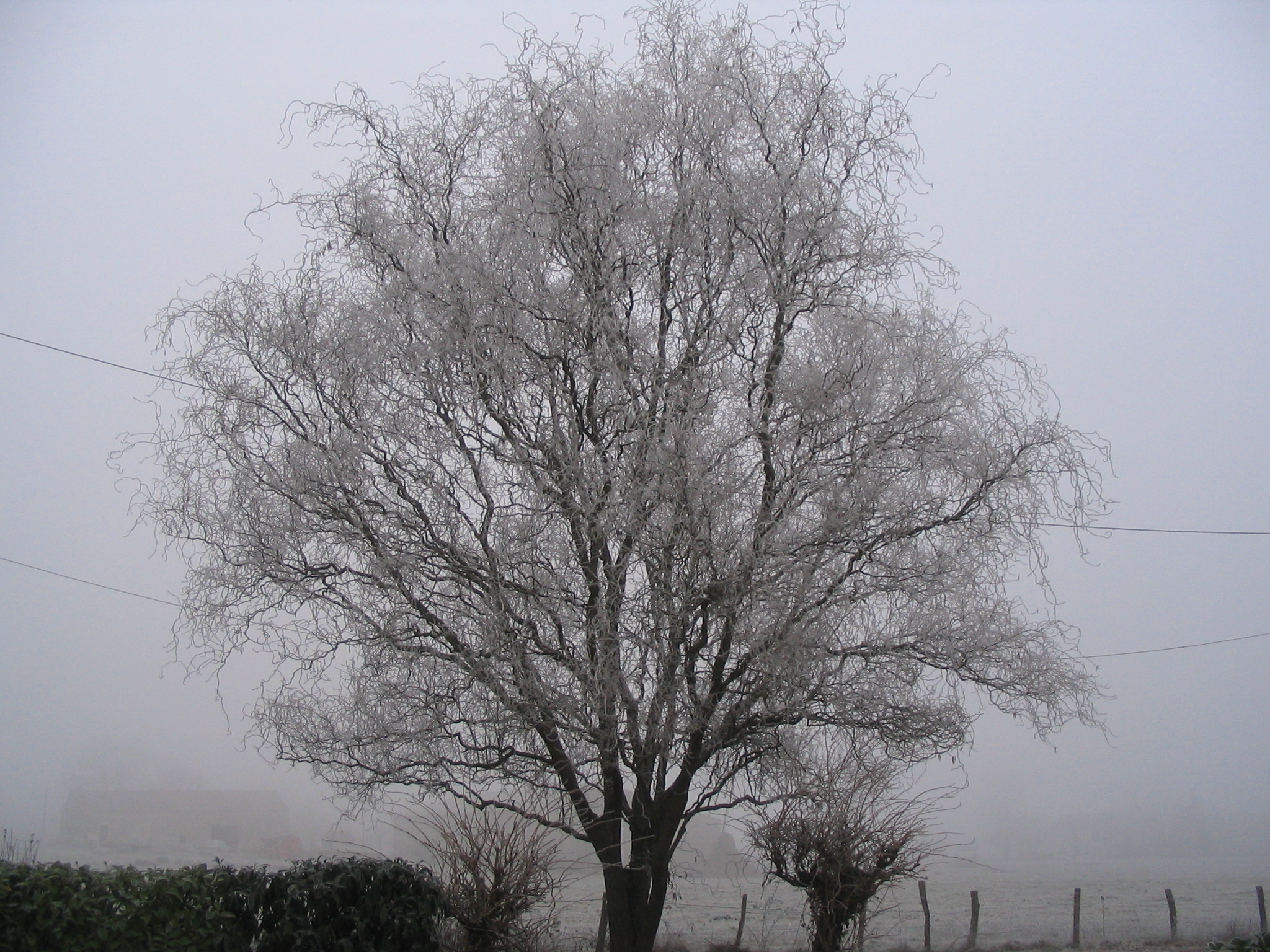
Gebrada sobre un arbre.

El gebre és un fenomen meteorològic que es tracta del gel de les boires que es diposita sobre les superfícies d'objectes sòlids que es troben a una temperatura inferior als 0 °C. Les gotes líquides que constitueixen la boira presenten una resistència molt gran a la congelació, de tal manera que ordinàriament quan la massa d'aire on es troben es refreda per sota dels 0 °C, les gotetes romanen líquides (en l'anomenat estat de subfusió). És quan les gotes subfoses entren en contacte amb les superfícies sòlides que la solidificació es produeix instantàniament. Per les condicions que calen per a la seva formació, la boira gebradora té una presència temporal gairebé concentrada a l'hivern, i lligada a aquelles àrees geogràfiques que faciliten la formació de la boira o àrees de muntanya de certa alçada i amb valors d'humitat habitualment elevats.

## Observació
Les superfícies on es forma el gebre acostumen a ser verticals i majorment s'acumula sobre les puntes i arestes dels objectes, i que, creixent cara al vent, poden donar formacions d'una espessor considerable. Les masses de gebre poden tenir efectes destructius en les superfícies més exposades: esteses elèctriques o branques d'arbres, per exemple. Les gotetes d'aigua en subfusió es col·loquen sobre els objectes sòlids en forma de cristalls de glaç irregulars, que contenen gran quantitat d'aire atrapat que li dona al conjunt la seva tonalitat blanca característica. En alguns llocs de Catalunya, en diuen gebre de la gelada. És preferible no confondre els dos conceptes.
Cal també distingir dos fenòmens atmosfèrics com són el gebre i la gelada d'un altre fenomen que no és pas pròpiament atmosfèric, com és la glaçada. Aquest últim consisteix en la congelació directa de la humitat del sòl o de masses d'aigua d'extensió variada (bassals, llacs, rius, etc.), formant-se una crosta vidriosa i relliscosa quan la temperatura de l'aire baixa per sota dels 0 °C. La glaçada no és un fenomen estrictament meteorològic, perquè no té lloc a l'atmosfera, tanmateix, es considera útil que l'observador el consigni, perquè dona una idea de la temperatura de les capes més baixes de l'aire. La boira gebradora es considera que és un fenomen meteorològic de risc i, per tant, motiu d'identificació pels col·laboradors de la XOM en la modalitat de vigilància, pel seu impacte i potencial perillositat.

## Efectes del gebre
En els motors amb carburador el gebre pot obstruir el pas de mescla, provocant un malfuncionament o aturada del motor. El problema es pot resoldre mitjançant l'aspiració d'aire escalfat prèviament (per exemple, fent-lo circular al voltant del tub d'escapament o alguna altra superfície a una temperatura elevada).
L'expansió brusca d'un gas pot també provocar la gebrada. Es pot observar aquest efecte durant l'expansió de l'aire sortint de les botelles de submarinisme, quan la baixa temperatura de l'aigua, accentuada per l'efecte Venturi, fa gebrar l'aire sortint. El gebre pot obstruir la vàlvula, deixant que l'aire surti de manera continuada, amb les greus conseqüències que pot comportar per al submarinista.
El refredament de l'aire sobre el perfil d'una ala per efecte Venturi pot crear unes condicions favorables per a la formació de gebre sobre el caire d'atac. Aquesta gebrada pot causar problemes seriosos a una aeronau que s'estigui massa temps a l'espera d'enlairar-se. En tal cas, es modifica l'aerodinàmica de l'ala i disminueix la sustentació, necessària per a l'enlairament.